# Triunghiul roz

Triunghiul roz

Triunghiul roz (Rosa Winkel în germană) a fost semnul folosit de naziști, în timpul Holocaustului, pentru identificarea prizonierilor din lagăre care au fost trimiși acolo pentru homosexualitate (care era ilegală în Germania Nazistă). Doar bărbații homosexuali purtau triunghiul roz, lesbienele purtând triunghiul negru, care era folosit și pentru "indivizi antisociali" precum vagabonzi. În lagărele naziste, fiecare prizonier era obligat să poarte un triunghi pe jacheta sa, culoarea triunghiului fiind folosită pentru categorisire (evreii, de exemplu, purtau triunghiul galben).
Deși inițial folosit pentru persecuția homosexualilor, triunghiul roz a devenit după Al Doilea Război Mondial un simbol pozitiv al identității gay, și al mișcării pentru drepturile gay-lor. Un alt simbol al acestei mișcări este steagul de curcubeu, care reprezintă nu doar bărbații gay, ci toate persoanele LGBT, inclusiv lesbienele, bisexualii și persoanele transgen.